# Club Atlético Morelia
O Club Atlético Morelia, mais conhecido como Atlético Morelia, é um clube de futebol mexicano. A equipe disputa a segunda divisão do Campeonato Mexicano. Suas cores são amarelo e vermelho.

## História
Foi o vencedor do Campeonato Mexicano em 2000. Conquistou seu primeiro título internacional em 2010: a Superliga. De 1972 a 1998 foi denominado Club Atlético Morelia com o apelido de "Canários" e depois de 1999 a 2020, foi denominado Monarcas Morelia.
No dia 2 de junho de 2020 o equipe mudou sua sede para o Pacífico Mexicano, na cidade portuária de Mazatlán, Sinaloa, e adotou o nome de Mazatlán Fútbol Club.
No mesmo mês, ocorre o volta do Morelia, com o nome Club Atlético Morelia, muito por conta do encerramento da franquia do Zacatepec, que houve a possibilidade da liga criar e autorizar uma nova franquia.

## Títulos

### Internacionais
- Superliga: 1 vez (2010)

### Nacionais
- Campeonato Mexicano: 1 vez (Inverno 2000).
- Segunda División Professional: 1 vez (1980/81).
- Copa MX: 1 vez (Apertura 2013).
- Supercopa MX: 1 vez (2014).

## Campanhas de destaque

### Internacionais
- Copa dos Campeões da CONCACAF: 2º lugar - 2002, 2003
- Taça Libertadores da América: Quartas-de-Final - 2002

### Nacionais
- Copa MX: Apertura 2013
- Supercopa MX: 2014